# Ferrari F1-2000
La Ferrari F1-2000 è la quarantaseiesima vettura di Formula 1 costruita dalla Scuderia Ferrari per vincere il Campionato mondiale di Formula 1 2000.

## Contesto

### Piloti
Il tedesco Michael Schumacher viene riconfermato come prima guida del team mentre dopo quattro stagioni lascia la Ferrari Eddie Irvine: il nordirlandese, che ha sfiorato il titolo mondiale nel 1999 contribuendo però alla conquista dell'iride costruttori, si accorda con la neonata Jaguar che nel frattempo ha rilevato la Stewart.
Per sostituire Irvine, la Ferrari ingaggia il brasiliano Rubens Barrichello, proveniente proprio dall'ex team scozzese e con un passato in Jordan proprio al fianco dell'irlandese.

## Presentazione
La vettura venne presentata il 7 febbraio 2000 a Maranello davanti a una schiera di 800 presenti, tra cui 400 giornalisti e 45 emittenti televisive, oltreché il presidente del Gruppo FIAT, Gianni Agnelli. La cerimonia iniziò alle 10:30, quando la monoposto venne scoperta dal telo dai piloti titolari della scuderia, Michael Schumacher e il nuovo arrivato Rubens Barrichello, e dal collaudatore Luca Badoer; nell'occasione Schumacher, parlando per la prima volta in italiano in pubblico, dichiarò espressamente la sua ambizione per la vittoria mondiale.

## La vettura

### Telaio
Totalmente diversa dalla F399, che la precedeva, era considerata una delle vetture più innovative prodotte a cavallo tra la fine degli anni novanta e l'inizio degli anni duemila dalla casa di Maranello. 
Dal punto di vista tecnico la vettura registra diversi affinamenti rispetto all'anno precedente: il muso adotta un profilo più rialzato e il baricentro viene sensibilmente abbassato grazie all'utilizzo di un propulsore a V con angolo di 90° tra le due bancate per permettere un migliore utilizzo delle gomme Bridgestone. L'introduzione di nuovi materiali compositi e di leghe metalliche leggere in alcuni componenti coopera a ridurre il peso complessivo della monoposto, a tutto vantaggio della ripartizione dei pesi.

### Motore

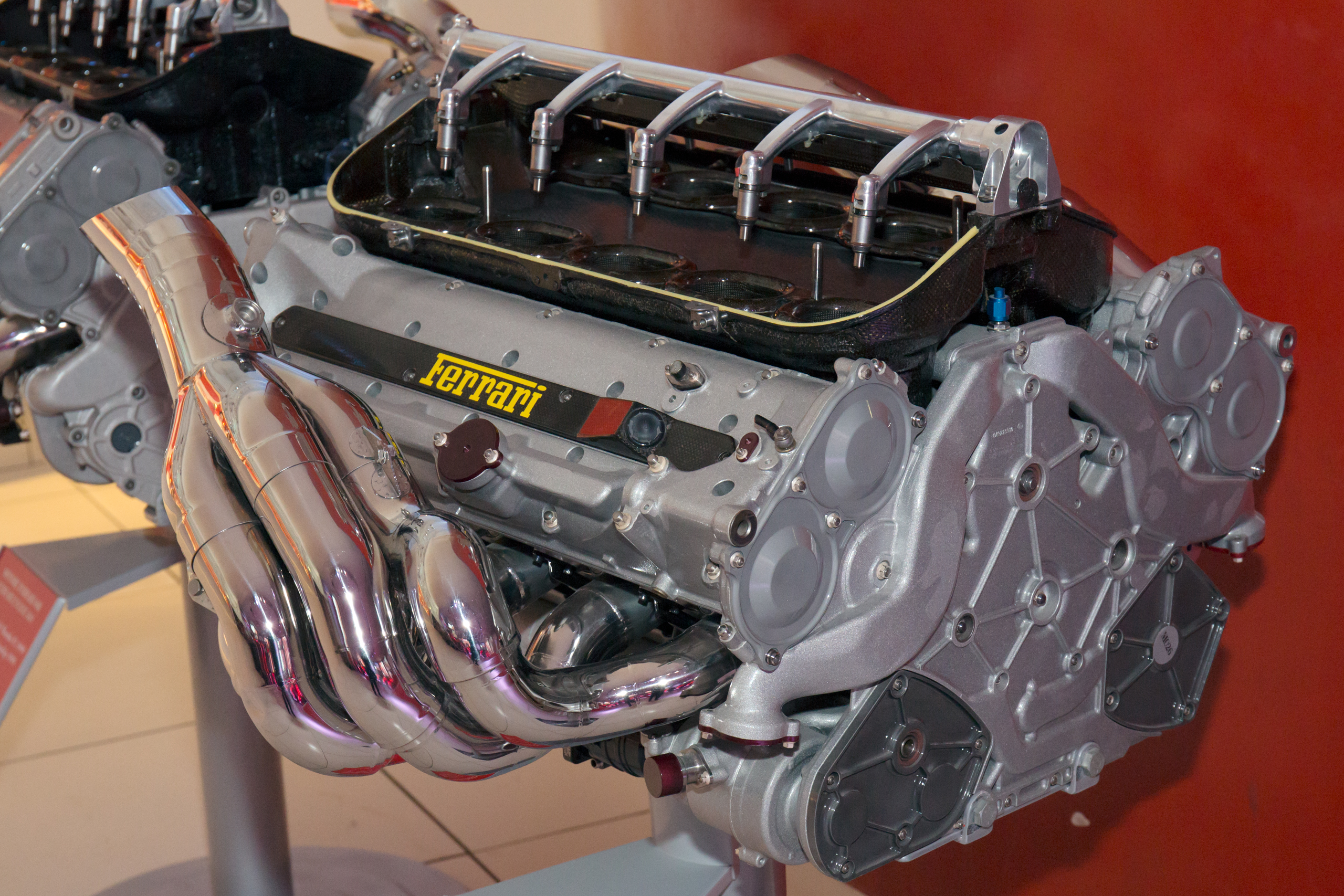
Il Ferrari 049 utilizzato dalla casa italiana durante la stagione.

Sul propulsore lavorò un team di 135 tecnici, coordinati da Paolo Martinelli. Il nuovo V10 tipo 049 aveva un angolo vicino ai 90 gradi, quasi dieci in più del precedente, con l'obiettivo dichiarato di abbassare il baricentro della vettura e cercare di appiattire la parte posteriore della stessa per favorire la circolazione dei flussi d'aria. Il peso del motore venne poi ridotto a 102 kg, dieci in meno rispetto al precedente, con l'utilizzo di leghe speciali di alluminio e di particolari processi di microfusione. Ridotte erano anche le dimensioni, visto che non superava i 600 mm di lunghezza. A livello di potenza era secondo solo al Mercedes che equipaggiava la McLaren, visto che era in grado di sprigionare 810 CV, ma aveva un regime di rotazione superiore, potendo toccare i 17.600 giri in assetto da gara, mentre in qualifica poteva sprigionare fino a 820 CV e 17.900 giri.
Per la prima volta poi il serbatoio dell'olio veniva alloggiato davanti al propulsore.

## Scheda tecnica
- Carreggiata anteriore: 1,470 m;
- Carreggiata posteriore: 1,405 m;
- Telaio: materiali compositi, a nido d'ape con fibre di carbonio;
- Trazione: posteriore;
- Frizione: multidisco;
- Cambio: longitudinale Ferrari, 7 marce e retromarcia (comando semiautomatico sequenziale a controllo elettronico);
- Differenziale: autobloccante;
- Freni: a disco autoventilanti in carbonio;
- Motore: Ferrari tipo 049;
  - Numero dei cilindri e disposizione: 10 a V (90°);
  - Cilindrata: 2 997 cm³;
  - Potenza: 780 CV;
  - Distribuzione: pneumatica;
  - Valvole: 40;
  - Materiale blocco cilindri: alluminio microfuso;
  - Alimentazione: iniezione elettronica digitale Magneti Marelli;
  - Accensione: elettronica Magneti Marelli statica;
- Sospensioni: indipendenti con puntone e molla di torsione anteriore e posteriore;
- Pneumatici: Bridgestone;
- Cerchi: 13".

## Carriera agonistica

### Campionato
Dopo essersi vista sfumare la possibilità di vincere il mondiale piloti dopo 20 anni all'ultima gara nel 1999, la Ferrari si presenta a Melbourne con l'obiettivo dichiarato di vincere il campionato piloti e di difendere quello costruttori.
La nuova F1-2000 è, insieme alla MP4-15 della McLaren, la vettura da battere secondo i pronostici della vigilia, ed infatti le aspettative degli addetti ai lavori non vengono deluse: nella qualifica del sabato le due Rosse monopolizzano la seconda fila, dovendosi arrendere solo alle due vetture di Woking distanti mezzo secondo. In gara la situazione però cambia drasticamente, con Schumacher e Barrichello che approfittano del doppio ritiro McLaren per centrare la prima doppietta stagionale con vittoria del tedesco: era dal 1953 che la Ferrari non segnava una doppietta nella gara d'apertura.
In Brasile Schumacher trionfa ancora, conducendo il Gran Premio in solitaria dopo aver passato in due giri le McLaren partite davanti; Barrichello, anche lui secondo per una manciata di tornate, deve invece ritirarsi per problemi al motore mentre il rivale Coulthard, rimasto in gara dopo il ritiro di Hakkinen, taglia il traguardo al secondo posto, ma viene squalificato nel dopo-gara dai commissari che giudicano irregolare la sua vettura. La serie di vittorie prosegue anche ad Imola, dove Schumacher riesce finalmente ad agguantare la prima fila in stagione; in gara tallona poi il rivale Hakkinen fino alla seconda sosta ai box dove, grazie all'intervento rapido dei suoi meccanici, riesce a sopravanzare il finlandese e a mantenere la testa della corsa fino alla fine.
Nel successivo Gran Premio di Gran Bretagna arriva inaspettatamente la prima pole da pilota Ferrari di Barrichello, che però si vede sfumare la prima vittoria nel corso del 35º giro di gara per colpa di un testacoda dovuto a un problema di idraulica. Coulthard prende quindi la testa della corsa e vince davanti ad Hakkinen ponendo fine alla serie di tre vittorie consecutive di Schumacher che, partito quinto, arriva sul gradino più basso del podio grazie alla strategia ad unica sosta. Non va meglio neanche in Spagna dove, nonostante la prima pole stagionale di Schumacher, i due ferraristi non fanno meglio del terzo (Barrichello) e quinto (Schumacher) posto.
Alla vigilia del Gran Premio d'Europa, la Ferrari ha quindi un margine sulla McLaren assottigliato a soli 7 punti mentre Schumacher ha un ampio vantaggio di 14 punti sul campione in carica Hakkinen; In prova le due Ferrari si piazzano in seconda e quarta posizione, ma alla partenza della corsa scatta meglio Hakkinen che prende la testa e cerca di allungare, fermato però da Schumacher che, con una gran manovra, lo passa e si allontana. Il finlandese non demorde e prova a sopravanzare il tedesco al pit-stop, senza però riuscire nell'intento. Schumacher vince dunque davanti al duo McLaren, doppiando persino Coulthard arrivato terzo, mentre Barrichello si rende autore di una gara in rimonta chiudendo al quarto posto.
A Monaco tornano però protagonisti Coulthard e la McLaren, a discapito di un Schumacher costretto al ritiro: il tedesco domina infatti le qualifiche e si porta saldamente in testa alla gara fino al 36º giro, quando la sospensione posteriore della F1-2000 inizia a cedere a causa delle temperature elevate dello scarico. Lo scozzese eredita la leadership della corsa senza più lasciarla, arrivando davanti a Barrichello mentre Hakkinen non approfitta del ritiro del rivale e non fa meglio del 5º posto, fermato da alcuni problemi sulla sua vettura. Nel successivo appuntamento di Montreal, Schumacher riesce comunque a imporre il suo dominio, conquistando pole e vittoria in volata su Barrichello, a fronte di una McLaren nuovamente in difficoltà e che di lì a poco inizierà nuovamente ad assottigliare il vantaggio nei confronti del Cavallino.
Ed Infatti, da Magny-Cours e per le successive due gare, le McLaren ottengono due doppiette mentre Schumacher si ritira in Francia per via del motore ed in Austria per via di un contatto alla partenza con la BAR-Honda di Ricardo Zonta; le Frecce d'Argento si riportano dunque a -4 dalla Ferrari mentre Coulthard (che ha nel frattempo scavalcato Hakkinen in graduatoria) è ora a -6 da Schumacher alla vigilia del Gran Premio di Germania.
Ed è proprio ad Hockenheim che la Ferrari vede la luce in fondo al tunnel, ma non con Schumi: infatti l'idolo di casa entra nuovamente in contatto alla partenza, ed ha la peggio, contro la Benetton di Giancarlo Fisichella terminando la gara dopo solo pochi metri. Si mette perciò in mostra Barrichello, autore di una grande prova in terra teutonica: al sabato, il brasiliano si qualifica solo 18° per un errore del muretto, ma alla domenica riesce, sorpasso dopo sorpasso, a risalire in terza posizione prima dell'avvento della Safety Car che cambia la gara ed annulla il grande vantaggio accumulato fino a quel momento dal duo Hakkinen-Coulthard che sembrava poter trionfare per l'ennesima volta. Al rientro della vettura di sicurezza inizia però a piovere (anche se in maniera non uniforme su tutto il tracciato) e i due McLaren, a pochi giri dal termine, rientrano ai box per montare le gomme da bagnato venendo seguiti dal resto del gruppo, tranne che da Barrichello che, una volta presa la testa della corsa, riesce a marginare le altre macchine e a tagliare il traguardo per la prima volta in carriera da vincitore, salvando il primato di Schumacher e quello della Ferrari in entrambe le classifiche.
Tuttavia, il vantaggio non è destinato a durare per molto ed in Ungheria Schumacher e Barrichello arrivano solo secondo e quarto all'arrivo, perdendo la leadership di entrambe le graduatorie per la prima volta in campionato. In Belgio la Rossa è ancora in difficoltà ma nonostante ciò Schumacher si ritrova in mano la possibilità di vincere al 13º giro quando Hakkinen, in testa con un vantaggio di 5 secondi, commette un errore e va in testacoda. Il teutonico, subito dietro, si porta in testa e sembra poter finalmente tornare a vincere, ma uno scatenato Hakkinen riesce a rimontare e a vincere la gara superando Schumacher con un sorpasso considerato tra i migliori della storia della Formula 1: Il pilota finlandese prova un primo attacco al 40º giro sul rettilineo del Kemmel, ma viene chiuso in modo molto deciso dal rivale, che lo spinge sull'erba. Al giro successivo, i due si ritrovano davanti, nello stesso punto, la BAR del doppiato Zonta, ed avvicinandosi alla staccata in fondo al rettilineo, Schumacher passa il brasiliano all'esterno, ma Häkkinen, sfruttandone fino all'ultimo la scia, si getta all'interno, sopravanzando entrambi con un doppio sorpasso. Dopo questa vittoria, la McLaren ha ora un vantaggio di 7 punti sulla Ferrari mentre Hakkinen è a +6 su Schumacher; il dominio del team di Woking si è rivelato fino a questo punto tale da poter quasi chiudere il campionato e gettare nello sconforto le speranze di vittoria finale della Ferrari.
Si arriva dunque a Monza con questa situazione di classifica, una gara che in partenza sembrava destinata a consolidare ulteriormente il primato della McLaren, ma che invece avrà tutt'altro esito: le due Ferrari monopolizzano per la prima volta in stagione la prima fila in griglia ed al via Schumacher mantiene la testa della corsa, mentre Barrichello, passato da Hakkinen ed ora in terza posizione, viene coinvolto in un pauroso incidente alla Variante della Roggia uscendone fortunatamente illeso. Intanto in testa alla corsa Schumacher amministra bene il vantaggio su Hakkinen che, nonostante le soste del rivale e il giro veloce, non riesce mai ad impensierire il rivale, lasciandogli strada per la vittoria (la 41°, a pari merito con Ayrton Senna), destinata a riaprire la lotta al titolo. Da qui in poi Schumacher si dimostra imprendibile e domina (con ritiro di Hakkinen) anche il successivo Gran Premio di Indianapolis ottenendo pole e vittoria, riprendendosi inoltre la vetta del Mondiale che può essere già suo in Giappone, mentre Barrichello completa la doppietta sul podio e contribuisce al sorpasso Ferrari sulla McLaren nel Mondiale marche.
In terra nipponica è ancora Schumacher il migliore in qualifica, con Hakkinen che però è a soli 9 millesimi di distacco. Al via infatti scatta meglio il finnico che, intenzionato a mantenere il mondiale aperto fino all'ultima gara, si porta in testa con due secondi e mezzo di vantaggio su Schumacher che lo segue; la situazione rimane invariata fino alla prima sosta, che Hakkinen effettua al 22º giro, riguadagnando però il primo posto due tornate più tardi grazie alla sosta del ferrarista, che comincia a ridurre sempre di più il distacco. Quando Hakkinen si ferma ai box per la seconda sosta al 37º giro, il suo vantaggio sul ferrarista è ormai di pochi decimi e Schumacher, con benzina per ancora tre tornate, spinge al massimo a tal punto di guadagnare la posizione sul rivale alla sosta, cosa che, puntualmente, riesce. A questo punto, Hakkinen non riesce più a sopravanzare nuovamente Schumacher, che taglia il traguardo per l'ottava volta in campionato da leader, conquistando con una gara d'anticipo il terzo alloro iridato in carriera e il primo da pilota Ferrari dopo aver fallito nelle edizioni 1997 e 1998. È festa a Maranello per il primo titolo piloti atteso 21 anni al quale si va ad aggiungere, al termine del Gran Premio della Malesia, il secondo titolo costruttori consecutivo.

#### Risultati completi
| Anno | Team                      | Motore              | Gomme | Piloti       |   |     |   |     |   |   |     |   |     |     |     |   |     |     |   |   |   | Punti | Pos. |
| ---- | ------------------------- | ------------------- | ----- | ------------ | - | --- | - | --- | - | - | --- | - | --- | --- | --- | - | --- | --- | - | - | - | ----- | ---- |
| 2000 | Scuderia Ferrari Marlboro | Ferrari 049 3.0 V10 | B     | M.Schumacher | 1 | 1   | 1 | 3   | 5 | 1 | Rit | 1 | Rit | Rit | Rit | 2 | 2   | 1   | 1 | 1 | 1 | 170   | 1º   |
| 2000 | Scuderia Ferrari Marlboro | Ferrari 049 3.0 V10 | B     | Barrichello  | 2 | Rit | 4 | Rit | 3 | 4 | 2   | 2 | 3   | 3   | 1   | 4 | Rit | Rit | 2 | 4 | 3 | 170   | 1º   |